# Paracynohyaenodon
Paracynohyaenodon és un gènere extint de mamífers hienodonts de la família dels hienodòntids que visqueren a l'Europa occidental durant l'Eocè superior. Se n'han trobat restes fòssils al sud de França. Les espècies d'aquest grup tenien els talònids de les dents molars inferiors ben desenvolupats. Les diferències entre les dues espècies són minses, però suficients per justificar-ne el manteniment com a espècies a part. El nom genèric Paracynohyaenodon significa ‘al costat de Cynohyaenodon’, en referència a un parent proper seu.